# Astragalus hallii
Astragalus hallii är en ärtväxtart som beskrevs av Asa Gray. Astragalus hallii ingår i släktet vedlar, och familjen ärtväxter.

## Underarter
Arten delas in i följande underarter:
- A. h. fallax
- A. h. hallii